# Aletis helcitaria
Aletis helcitaria är en fjärilsart som beskrevs av Turton 1806. Aletis helcitaria ingår i släktet Aletis och familjen mätare. Inga underarter finns listade i Catalogue of Life.